# Vacanze per un massacro - Madness
Vacanze per un massacro (titolo in lingua inglese Madness) è un film del 1980 diretto da Fernando Di Leo.
La data di distribuzione è spesso erroneamente indicata nel 1971.

## Trama
Il rapinatore Gio Brezzi evade per andare a recuperare la refurtiva nascosta prima dell'arresto; durante la fuga uccide anche due contadini e ruba l'automobile di uno dei due. Giunto quindi al casolare in collina dove aveva nascosto il bottino, trova che ora è occupato da nuovi residenti tra cui Liliana, suo marito Sergio e la sorella di lei Paola. Il malvivente li prende in ostaggio, dando il via ad un perverso gioco che si conclude con l'omicidio di Sergio e Paola. L'unica a salvarsi è Liliana, che riesce a fuggire dopo aver ucciso Gio.

## Produzione
Secondo il Giusti, la pellicola è stata girata in 12 giorni. Le riprese si sono svolte sul Monte Guadagnolo a Capranica Prenestina, in provincia di Roma.

## Colonna sonora
La colonna sonora di Luis Bacalov è parzialmente recuperata da quella di Milano calibro 9, scritta dallo stesso Bacalov. Tra i brani di supporto al film troviamo invece Dimenticare di Roberto Soffici e A parte il fatto di Cristiano Malgioglio, eseguita da Iva Zanicchi.

## Distribuzione
Distribuito nei cinema italiani il 7 marzo 1980, il film ha incassato la deludente cifra di 25.300.000 lire dell'epoca.

## Remake
Nel 2021 è uscito una sorta di remake del film, intitolato Bastardi a mano armata, diretto da Gabriele Albanesi.